# Student Christian Movement
Student Christian Movement of Great Britain (früher: Student Christian Movement of Great Britain and Ireland) ist eine britische christliche Wohltätigkeitsorganisation.

## Geschichte
SCM begann 1889 als Student Volunteer Missionary Union mit dem Ziel, Studenten mit einem Interesse an der Übersee-Mission zusammenzubringen. Aber die Organisation verbreiterte sehr schnell ihre Ziele und wurde zur größten Studentenorganisation in Britannien. Unter anderem beteiligte sich die Organisation an der Gründung der National Union of Students und des World University Service. Der erste Generalsekretär war Tissington Tatlow. Gleichfalls war das SCM die treibende Kraft für die erste Weltmissionskonferenz 1910 in Edinburgh, aus der die moderne ökumenische Bewegung hervorgehen sollte. Daneben spielte SCM eine wichtige Rolle in der Gründung des British Council of Churches und des World Council of Churches.
SCM Press wurde als Verlag der Bewegung gegründet und wurde einer der führenden theologischen Verlage im Vereinigten Königreich.
1928 entstand der Universities and Colleges Christian Fellowship (Inter-Varsity Fellowship), als Mitglieder des SCM, die nicht die liberalen Positionen einnehmen wollten, eine selbstständige, missionarische Gruppierung gründeten.
Bis in die 1980er war SCM eine Organisation, die ganz Britannien und Irland abdeckte. Erst dann teilte es sich in zwei Organisationen. Beide Organisationen sind Mitglieder der World Student Christian Federation. In dieser Periode wurden zunehmend Katholiken in die bis dahin mehrheitlich protestantischen Organisation aufgenommen.
SCM unterhält Beziehungen zu ca. 60 Universitäten und anderen weiterführenden Bildungseinrichtungen im Vereinigten Königreich. Jeder Link besteht in Form einer Studentengruppe oder in einer Chaplaincy, die den Zielen der SCMs zustimmt. Einige Studentengruppen tragen den Namen SCM (Sheffield SCM) andere nicht, einige sind denominational an bestimmte Kirchen gebunden. Die Eigenschaften jedes Links sind sehr unterschiedlich, da die SCM keine Vorschriften in dieser Beziehung hat. Das SCM hat auch eine Anzahl von Einzelmitgliedern: ehemalige oder gegenwärtige Studenten, die eine stärkere Anbindung an die Organisation wünschen oder die vor Ort keine Gruppen haben.